# Bidarehalla Kaval, Gubbi
Bidarehalla Kaval là một làng thuộc tehsil Gubbi, huyện Tumkur, bang Karnataka, Ấn Độ.